# Schwedische Festung Gustavsburg

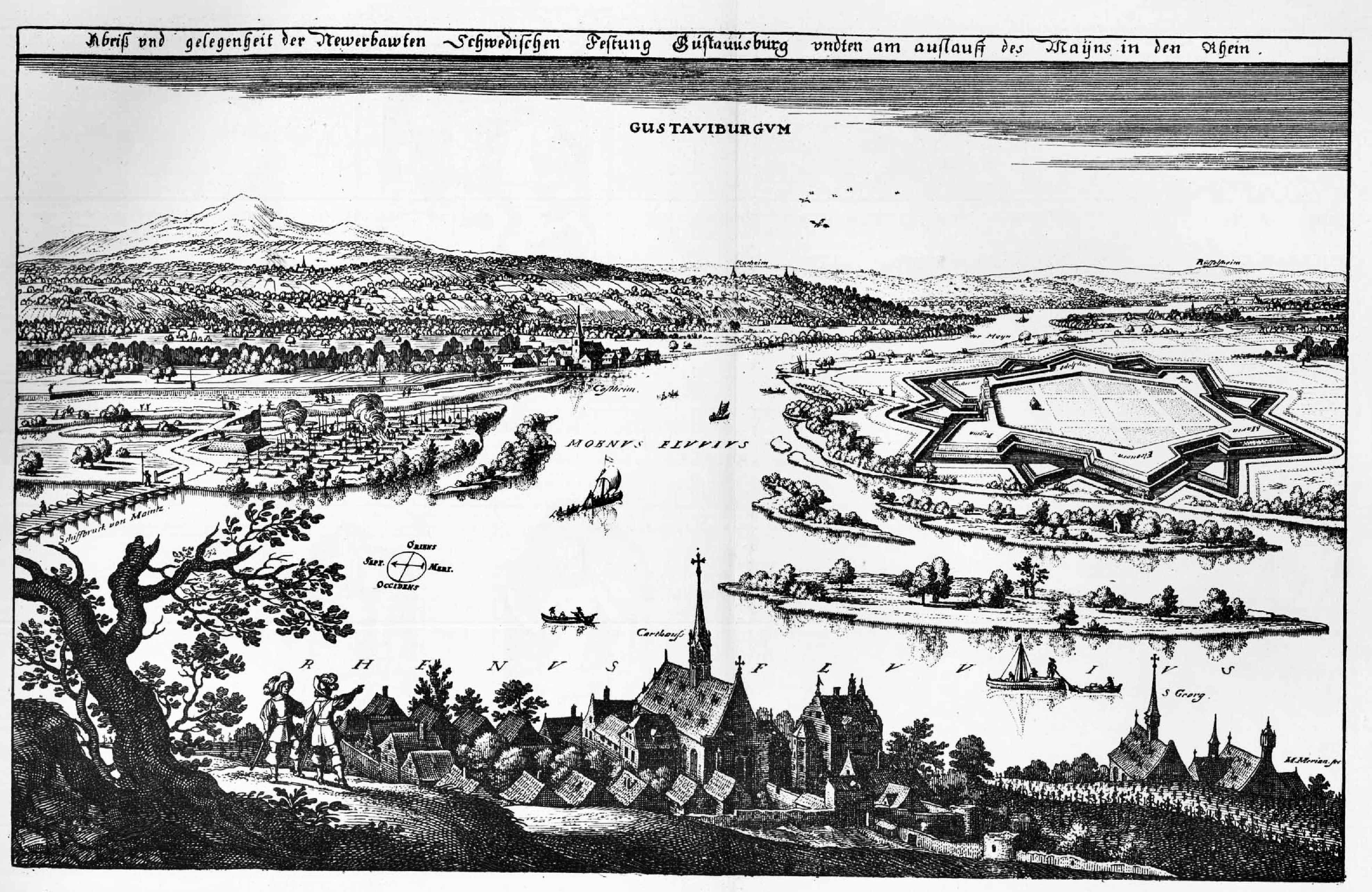
Matthäus Merian, Topographia Germaniae, 1655: Gustavsburg und Mainmündung

Die Schwedische Festung Gustavsburg (auch Fort Mainspitze Gustavsburg oder Festung Gustavsburg) ist eine ehemalige Festung im Stadtteil Gustavsburg der hessischen Stadt Ginsheim-Gustavsburg, welche von 1632 bis 1673 ungefähr auf dem Gelände des heutigen Burgparks bestand.

## Lage
Die Festung wurde an der Mündung des Mains in den Rhein südlich Mainz auf der anderen Uferseite des Mains erbaut. Heute befindet sich dort der Stadtteil Gustavsburg der Stadt Ginsheim-Gustavsburg.

## Geschichte

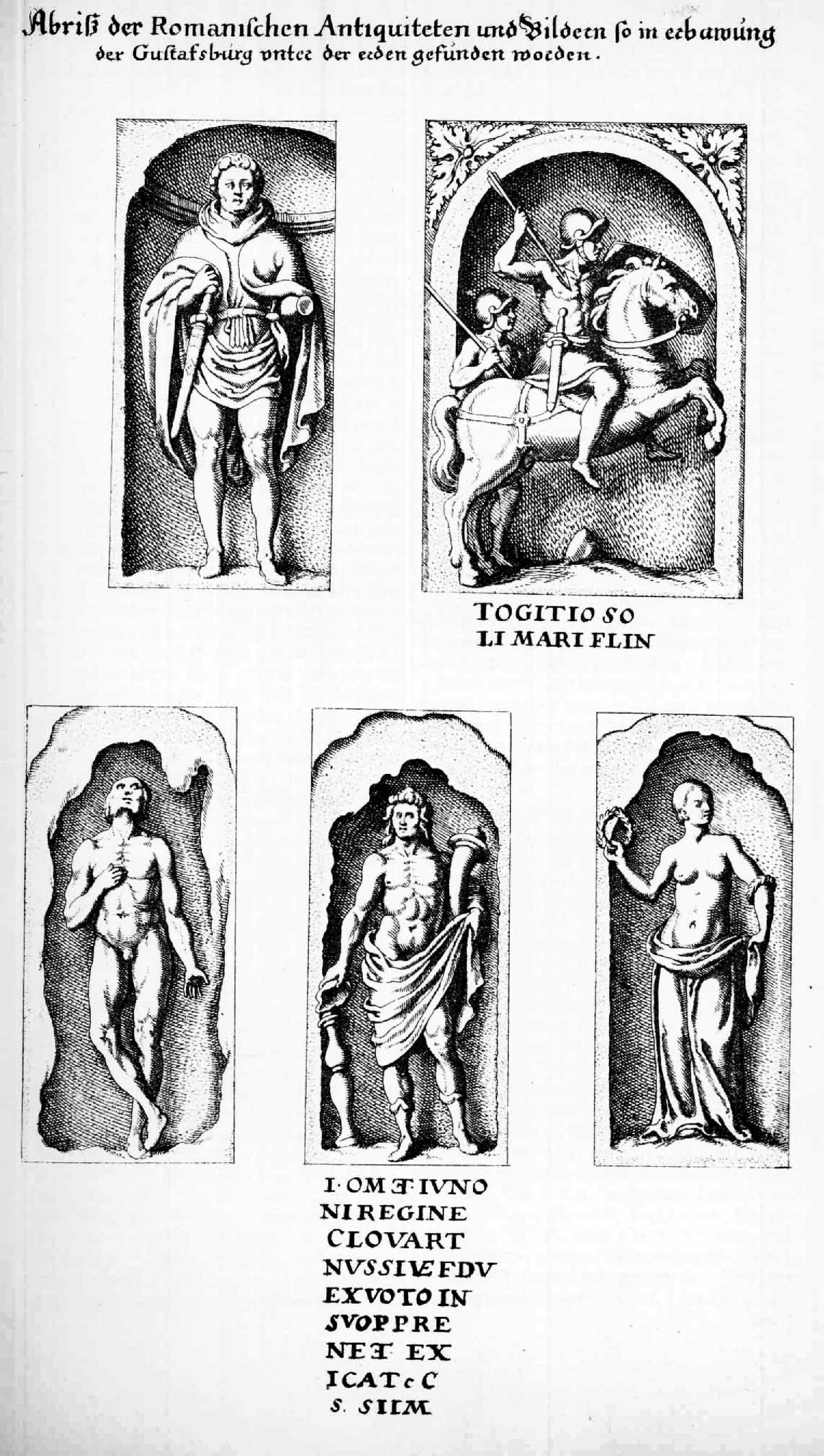
Abbildung der römischen Funde nach Matthäus Merian in der Topographia Archiepiscopatuum Moguntinensis

Der schwedische König Gustav Adolf ließ 1632 nach der Eroberung des katholischen Mainz zu Weihnachten 1631 im Dreißigjährigen Krieg in nur zweijähriger Bauzeit auf der Mainspitze eine Festungsanlage erbauen.
Dabei wurde unter anderem der Stein eines römischen Reitergrabes gefunden, dessen Kopie heute die Eingangshalle des Rathauses ziert. Während der Bauarbeiten, wie in Mainz, nun unter Leitung des schwedischen Reichskanzlers Oxenstierna, traten an weiteren Stellen Mauerreste römischen Ursprungs zutage. Pfahlreste einer Römerbrücke (die sich noch heute im Flussbett des Mains befinden sollen), Altäre und Grabdenkmäler, sowie zahlreiche Münzen und Gefäße wurden gefunden.
Die sternenförmige Anlage umfasste sechs Bastionen, die Namen (im Uhrzeigersinn von Norden) erhielten: Gustavus, Adolfus, Rex, Maria, Eleonora und Regina. Die wassergefüllten Festungsgräben wurden mit Mainwasser geflutet. Den Wällen vorgelagerte Gräben sind hier noch zu erkennen. Der Innenraum war für 600 Häuser vorgesehen. 1633 erhielt die Festung sogar Stadtrechte. Schon 1636 mussten die Schweden die Festung, wie auch Mainz, nach mehrmaligem Verlust und Wiedereroberung aufgeben.
1673 ließ der Mainzer Kurfürst Johann Philipp von Schönborn kurz vor seinem Tod die Anlage schleifen und die Steine nach Mainz transportieren. 1787 wird sie noch als Festungsruine bezeichnet.

## Nachwirken
Der Bahnhof Gustavsburg liegt heute in etwa in der Mitte der ehemaligen Festung Gustavsburg. In der Gemarkungszeichnung von August Buxbaum von um 1900 lässt sich die sternenförmige Anlage noch gut in den Gewanngrenzen erkennen. Oberirdisch sind nur wenig Überreste der Festung zu erkennen.
Auf dem Gelände der ehemaligen Schwedischen Festung Gustavsburg ist seit 2004 der Burgpark Gustavsburg. Ein Reststück der Festung befindet sich heute mit einer Gedenktafel im Burgpark. Dort wurde das Osttor der Festung aus Holz nachgebaut. Natursteinmauern, sogenannte Gabionen, deuten heute im Gustavsburger Burgpark den Festungsverlauf an.